# 皇族会議
皇族会議（こうぞくかいぎ）は、かつて存在した日本の諮詢機関。皇室に関する重要な事項を合議するために、天皇親臨のもと、成年男子皇族によって構成されていた。内大臣、枢密院議長、宮内大臣、司法大臣、大審院長も臨席したが、評決権はなかった。

## 解説
皇族会議は、成年以上の皇族男子が議員として組織し、内大臣、枢密院議長、宮内大臣、司法大臣、大審院長が参列することになっていた（旧皇室典範第55条）。また、天皇が自ら議長を務めるか、皇族1名を議長に指名した（第56条）。その任務として最も重大だったのは、天皇が長期間政務を執ることが不可能になったときに、枢密院と共同して摂政を設置することであった（第19条第2項）。
別に皇室令で、皇族会議令（こうぞくかいぎれい）が定められており（公布：1907年/明治40年2月28日、施行:1907年/明治40年3月20日）、具体的な運営については当該皇室令に規定されていた。召集は勅命（天皇の命令）によること（第1条）、摂政が設置されている時は摂政が召集すること（第2条）、議員は自己に利害関係のある議事については採決に参加できないこと（第9条）などである。皇族会議の議決の結果は、天皇が議事を統理しないときは、議長から天皇に奏上することになっていた（第10条）。事務局は宮内省が担当した（第13条）。
1947年（昭和22年）5月1日勅定の皇室典範及皇室典範増補廃止ノ件（こうしつてんぱんおよびこうしつてんぱんぞうほはいしのけん）による旧皇室典範廃止と、皇室令及附屬法令廢止ノ件（昭和22年皇室令第12号）（こうしつれいおよびふぞくほうれいはいしのけん）による皇室令全ての廃止とともに、翌5月2日（日本国憲法及び現皇室典範施行の前日）限りで廃止された。
なお、現在の皇室会議は、内閣総理大臣が議長を務め、成年皇族2名（男女問わず）、国会衆参両院正副議長、最高裁判所長官、宮内庁長官等が議員として参加するという点で、皇族会議とは大きく異なる。

## 開催

### 皇族の降下に関する施行準則についての会議：大正9年(1920年)5月15日
| 皇族会議員     |      |
| -------------- | ---- |
| 皇太子裕仁親王 |      |
| 貞愛親王       | 議長 |
| 載仁親王       |      |
| 依仁親王       |      |
| 博恭王         |      |
| 博義王         |      |
| 武彦王         |      |
| 恒憲王         |      |
| 邦彦王         |      |
| 守正王         |      |
| 鳩彦王         |      |
| 成久王         |      |

| 参列員     | 役職               |
| ---------- | ------------------ |
| 山県有朋   | 枢密院議長         |
| 松方正義   | 内大臣             |
| 原敬       | 司法大臣           |
| 波多野敬直 | 宮内大臣           |
| 横田国臣   | 大審院長           |
| 説明委員   |                    |
| 石原健三   | 宮内次官           |
| 倉富勇三郎 | 帝室会計審査局長官 |

1920年（大正9年）5月15日 。東溜の間。皇太子裕仁親王（昭和天皇）は成年皇族として初めて皇族会議に参列する。
議題は「皇族ノ降下ニ関スル施行準則ノ件」。載仁親王より、皇族会議令第9条「皇族会議員ハ自己ノ利害ニ関スル議事ニ付キ表決ノ数ニ加ハルコトヲ得ス」に基づき、「本案は皇族各自の利害に関係あるが故に別段採決の必要なし」とする意見が出される。議長によりこの通りに決定する。
のちに「皇族ノ降下ニ関スル施行準則」は同月の19日に宮内大臣より上奏され、裁可される。これにより「伏見宮邦家親王の子を1世とし、長子孫の系統4世以内を除き、臣籍に降下すること」が定まる。

### 芳麿王に関する会議：大正9年(1920年)7月20日
| 皇族会議員     |      |
| -------------- | ---- |
| 皇太子裕仁親王 |      |
| 貞愛親王       | 議長 |
| 載仁親王       |      |
| 依仁親王       |      |
| 博恭王         |      |
| 博義王         |      |
| 武彦王         |      |
| 恒憲王         |      |
| 邦彦王         |      |
| 守正王         |      |
| 鳩彦王         |      |
| 成久王         |      |

| 参列員     | 役職     |
| ---------- | -------- |
| 大木遠吉   | 司法大臣 |
| 中村雄次郎 | 宮内大臣 |
| 横田国臣   | 大審院長 |
| 説明委員   |          |
| 石原健三   | 宮内次官 |
| 他         |          |

1920年（大正9年）7月20日。東溜の間。
議題は「勲一等芳麿王殿下ニ家名ヲ賜ヒ華族ニ列セラルルノ件」。この件はすでに枢密院において14日に御諮詢案の審議がされ可決・上奏されており、この会議で審議が行われる。
途中「士官学校在学中の臣籍降下は不穏当であり、少尉任官後に延期すべき」との意見が出る。これは今後当局の配慮を求める旨の希望の陳述とされる。
議長貞愛親王は御諮詢案は原案どおり可決と認める旨の宣告を行い、会議は閉会される。

### 摂政設置に関する皇族会議：大正10年(1921年)11月25日
| 皇族会議員     |      |
| -------------- | ---- |
| 皇太子裕仁親王 | 議長 |
| 貞愛親王       |      |
| 載仁親王       |      |
| 依仁親王       |      |
| 博恭王         |      |
| 博義王         |      |
| 武彦王         |      |
| 恒憲王         |      |
| 邦彦王         |      |
| 守正王         |      |
| 多嘉王         |      |
| 鳩彦王         |      |
| 成久王         |      |

| 参列員     | 役職               |
| ---------- | ------------------ |
| 松方正義   | 内大臣             |
| 大木遠吉   | 司法大臣           |
| 牧野伸顕   | 宮内大臣           |
| 平沼騏一郎 | 大審院長           |
| 議事管掌   |                    |
| 倉富勇三郎 | 宗秩寮総裁事務取扱 |
| 関屋貞三郎 | 宮内次官           |
| 南部光臣   | 宮内省参事官       |
| 松平慶民   | 宮内事務官         |
| 巻芳男     | 宮内事務官         |

1921年（大正10年）11月25日、西溜ノ間にて大正天皇疾病による摂政設置に関する皇族会議。議長は皇太子裕仁親王。全議員賛成により摂政設置が議決される。その後、枢密院会議でも全会一致にて可決され、摂政就任順位第1位の皇太子裕仁親王が摂政に就任した。

### 邦久王に関する会議：大正12年(1923年)10月23日
1923年（大正12年）10月23日 裕仁親王は摂政の資格にて参内する。西溜ノ間にて議題は「勲一等邦久王殿下ニ家名ヲ賜ヒ華族ニ列セラルルノ件」。原案の通り可決される。

### 皇族就学令の修正提案に関する会議：大正15年(1926年)1月27日）
| 皇族会議員     |      |
| -------------- | ---- |
| 皇太子裕仁親王 | 議長 |
| 宣仁親王       |      |
| 載仁親王       |      |
| 博恭王         |      |
| 博義王         |      |
| 藤麿王         |      |
| 邦彦王         |      |
| 守正王         |      |
| 鳩彦王         |      |
| 春仁王         |      |

| 参列員     | 役職       |
| ---------- | ---------- |
| 穂積陳重   | 枢密院議長 |
| 一木喜徳郎 | 宮内大臣   |
| 江木翼     | 司法大臣   |
| 横田秀雄   | 大審院長   |

及び説明委員・議事管掌の宮内高等官が列席。
1926年（大正15年）1月27日。西溜ノ間。議案は皇族就学令案にて、鳩彦王より男子皇族は皇族身位令第17条の規定により、大日本帝国陸軍および大日本帝国海軍に従事するため(旧制)中学校の途中に陸海軍の学校に転学する現状に合わせて、「皇族身位令と整合するよう皇族就学令を制定したい」と修正意見が出されるも賛成者なく、賛成多数を以って原案が可決される。

### 皇室陵墓令案及び皇族後見令案及び皇族遺言令案に関する会議：大正15年(1926年)7月8日
| 皇族会議員   |      |
| ------------ | ---- |
| 摂政裕仁親王 | 議長 |
| 宣仁親王     |      |
| 載仁親王     |      |
| 博恭王       |      |
| 博信王       |      |
| 藤麿王       |      |
| 恒憲王       |      |
| 邦彦王       |      |
| 朝融王       |      |
| 守正王       |      |
| 鳩彦王       |      |
| 春仁王       |      |

| 参列員     | 役職       |
| ---------- | ---------- |
| 倉富勇三郎 | 枢密院議長 |
| 牧野伸顕   | 内大臣     |
| 一木喜徳郎 | 宮内大臣   |
| 江木翼     | 司法大臣   |
| 横田秀雄   | 大審院長   |

及び説明委員・議事管掌の宮内高等官が列席。裕仁親王は摂政の資格を持って出席。
1926年（大正15年）7月8日。西溜ノ間。まず皇室陵墓令案より議事が進められ本案賛成者の起立を求め。鳩彦王以外が起立し多数を持って可決される。
次に皇族後見令案の審議に入り、採決は全会一致を以て可決される。
次に皇族遺言令案が審議され、全会一致を以て可決される。

### 皇室裁判令案及び博信王に関する会議：大正15年(1926年)11月29日
| 皇族会議員     |      |
| -------------- | ---- |
| 皇太子裕仁親王 | 議長 |
| 宣仁親王       |      |
| 載仁親王       |      |
| 博恭王         |      |
| 博信王         |      |
| 藤麿王         |      |
| 恒憲王         |      |
| 邦彦王         |      |
| 朝融王         |      |
| 守正王         |      |
| 鳩彦王         |      |
| 春仁王         |      |

| 参列員     | 役職       |
| ---------- | ---------- |
| 倉富勇三郎 | 枢密院議長 |
| 一木喜徳郎 | 宮内大臣   |
| 江木翼     | 司法大臣   |
| 横田秀雄   | 大審院長   |

大正時代最後の皇族会議。
1926年（大正15年）11月29日、西溜ノ間。皇室裁判令案、続いて「勲一等博信王殿下二家名ヲ賜ヒ華族ニ列セラルルノ件」の審議が行われいずれも可決される。

### 藤麿王、萩麿王に関する会議：昭和3年(1928年)7月11日
| 皇族会議員 |      |
| ---------- | ---- |
| 昭和天皇   | 議長 |
| 雍仁親王   |      |
| 載仁親王   |      |
| 博恭王     |      |
| 博義王     |      |
| 藤麿王     |      |
| 萩麿王     |      |
| 茂麿王     |      |
| 恒憲王     |      |
| 邦彦王     |      |
| 守正王     |      |
| 多嘉王     |      |
| 鳩彦王     |      |
| 稔彦王     |      |
| 春仁王     |      |

| 参列員     | 役職       |
| ---------- | ---------- |
| 倉富勇三郎 | 枢密院議長 |
| 牧野伸顕   | 内大臣     |
| 一木喜徳郎 | 宮内大臣   |
| 原嘉道     | 司法大臣   |
| 牧野菊之助 | 大審院長   |

昭和天皇が践祚・皇位継承して、初の皇族会議。
1928年（昭和3年）7月11日 。彩鸞の間。
議題は藤麿王・萩麿王に各人の家名を賜い華族に列する件について、いずれも原案が可決される。

### 邦英王臣籍降下に関する会議：昭和6年(1931年)3月26日
| 皇族会議員 |      |
| ---------- | ---- |
| 昭和天皇   | 議長 |
| 雍仁親王   |      |
| 博恭王     |      |
| 博義王     |      |
| 恒憲王     |      |
| 朝融王     |      |
| 守正王     |      |
| 鳩彦王     |      |
| 稔彦王     |      |
| 永久王     |      |
| 恒徳王     |      |
| 春仁王     |      |

| 参列員     | 役職       |
| ---------- | ---------- |
| 倉富勇三郎 | 枢密院議長 |
| 牧野伸顕   | 内大臣     |
| 一木喜徳郎 | 宮内大臣   |
| 渡辺千冬   | 司法大臣   |
| 牧野菊之助 | 大審院長   |
| 説明委員   |            |
| 関屋貞三郎 | 宮内次官   |
| 仙石政敬   | 宗秩寮総裁 |
| 松平慶民   | 宮内事務官 |
| 岩波武信   | 宮内事務官 |

1931年（昭和6年）3月26日  邦英王（香淳皇后の実弟）の臣籍降下に関する議事。評決参加辞退した朝融王（邦英王の兄）を除く議員全員の一致により議案は可決される。

### 博英王、正彦王に関する会議：昭和11年(1936年)3月20日
| 皇族会議員 |      |
| ---------- | ---- |
| 昭和天皇   | 議長 |
| 雍仁親王   |      |
| 宣仁親王   |      |
| 崇仁親王   |      |
| 載仁親王   |      |
| 博恭王     |      |
| 守正王     |      |
| 多嘉王     |      |
| 鳩彦王     |      |
| 孚彦王     |      |
| 稔彦王     |      |

| 参列員     | 役職       |
| ---------- | ---------- |
| 平沼騏一郎 | 枢密院議長 |
| 湯浅倉平   | 内大臣     |
| 松平恒雄   | 宮内大臣   |
| 林頼三郎   | 司法大臣   |
| 池田寅二郎 | 大審院長   |
| 説明委員   |            |
| 大谷正男   | 宮内次官   |
| 木戸幸一   | 宗秩寮総裁 |
| 岩波武信   | 宮内事務官 |
| 高橋敏雄   | 宮内事務官 |

1936年（昭和11年）3月20日。西溜ノ間。
議事は「勲一等博英王殿下二家名ヲ賜ヒ華族ニ列セラルルノ件」及び「勲一等正彦王殿下二家名ヲ賜ヒ華族ニ列セラルルノ件」。各議案毎に、利害関係を有するため評決の数に加わらない議員を除いて採決の結果、それぞれ可決される。

### 皇室親族令改正についての会議：昭和16年(1941年)7月7日
| 皇族会議員 |      |
| ---------- | ---- |
| 昭和天皇   | 議長 |
| 宣仁親王   |      |
| 崇仁親王   |      |
| 載仁親王   |      |
| 恒憲王     |      |
| 朝融王     |      |
| 守正王     |      |
| 家彦王     |      |
| 鳩彦王     |      |
| 稔彦王     |      |
| 春仁王     |      |

| 参列員       | 役職       |
| ------------ | ---------- |
| 原嘉道       | 枢密院議長 |
| 松平恒雄     | 宮内大臣   |
| 木戸幸一     | 内大臣     |
| 柳川平助     | 司法大臣   |
| 長島毅       | 大審院長   |
| 説明委員     |            |
| 白根松介     | 宮内次官   |
| 武者小路公共 | 宗秩寮総裁 |
| 他           |            |

日本史上、最後の皇族会議。
1941年（昭和16年）7月7日 。西溜ノ間。議題は皇室親族令改正について。今回その附式中に諸儀を節略し得る明文を設け、今後における諸般の事情に適応し得るようにする。議案は全会一致を以て可決される。